# Mistrzostwa Świata w Szermierce 1932
Mistrzostwa Świata w Szermierce 1932 – 10. edycja mistrzostw odbyła się w duńskim mieście Kopenhaga. Zawody były rozgrywane tylko w konkurencji floret kobiet drużynowo, której nie było na Igrzyskach Olimpijskich w Los Angeles.

## Klasyfikacja medalowa
| Lp. | Państwo | złoto | srebro | brąz | Razem |
| --- | ------- | ----- | ------ | ---- | ----- |
| 1   | Dania   | 1     | -      | -    | 1     |
| 2   | Austria | -     | 1      | -    | 1     |
| 3   | Niemcy  | -     | -      | 1    | 1     |

### Kobiety
| Złoto                                                                                        | Srebro                                                                                              | Brąz                                                                           |
| Floret                                                                                       | |                                                                                |
| Dania · Ulla Barding · Aase Holgersen · Inger Klint · Gerda Munck · Grete Olsen · Mitzi With | Austria · Grete Friedmann · Elisabeth Grasser · Ellen Preis · Frieda von Gregurich · Fritzi Wenisch | Niemcy · Roething Lindinger · Tilly Merz · Erna Sondheim · Rotraud von Wachter |